# Gerbillus latastei
Gerbillus latastei is een zoogdier uit de familie van de Muridae. De wetenschappelijke naam van de soort werd voor het eerst geldig gepubliceerd door Thomas & Trouessart in 1903.